# برند شولتس
برند شولتس (به آلمانی: Bernd Schulz) بازیکن فوتبال و مدافع اهل آلمان شرقی بود که از سال ۱۹۸۴ میلادی عضو تیم ملی فوتبال آلمان شرقی بوده‌است. وی در ۳ بازی ملی حضور داشته و در بازی‌های ملی‌اش ۱ گل به ثمر رساند. برند شولتس آخرین بازی ملی خود را در سال ۱۹۸۵ میلادی انجام داد.